# Matthew Bound
Matthew Terence Bound (sinh ngày 9 tháng 11 năm 1972) là một hậu vệ bóng đá người Anh.